# 地质学家
地质学家是研究组成地球及其他类地行星的固态、液态、气态物质以及它们形成过程的科学家。地质学家通常研究地质学，但物理、化学、生物学等学科的背景也有帮助。田野调查是地质学的重要组成部分，虽然许多下级学科结合了实验室中和计算机上的工作。
从事能源和矿业领域的地质学家负责勘探自然资源，如石油、天然气、贵金属、卑金属。他们也活跃在防止和减轻自然灾害，如地震、火山、海啸、山崩影响的前线。他们的研究常用于向公众预警自然灾害的发生。地质学家在全球变暖的讨论中也扮演着重要角色。

## 历史

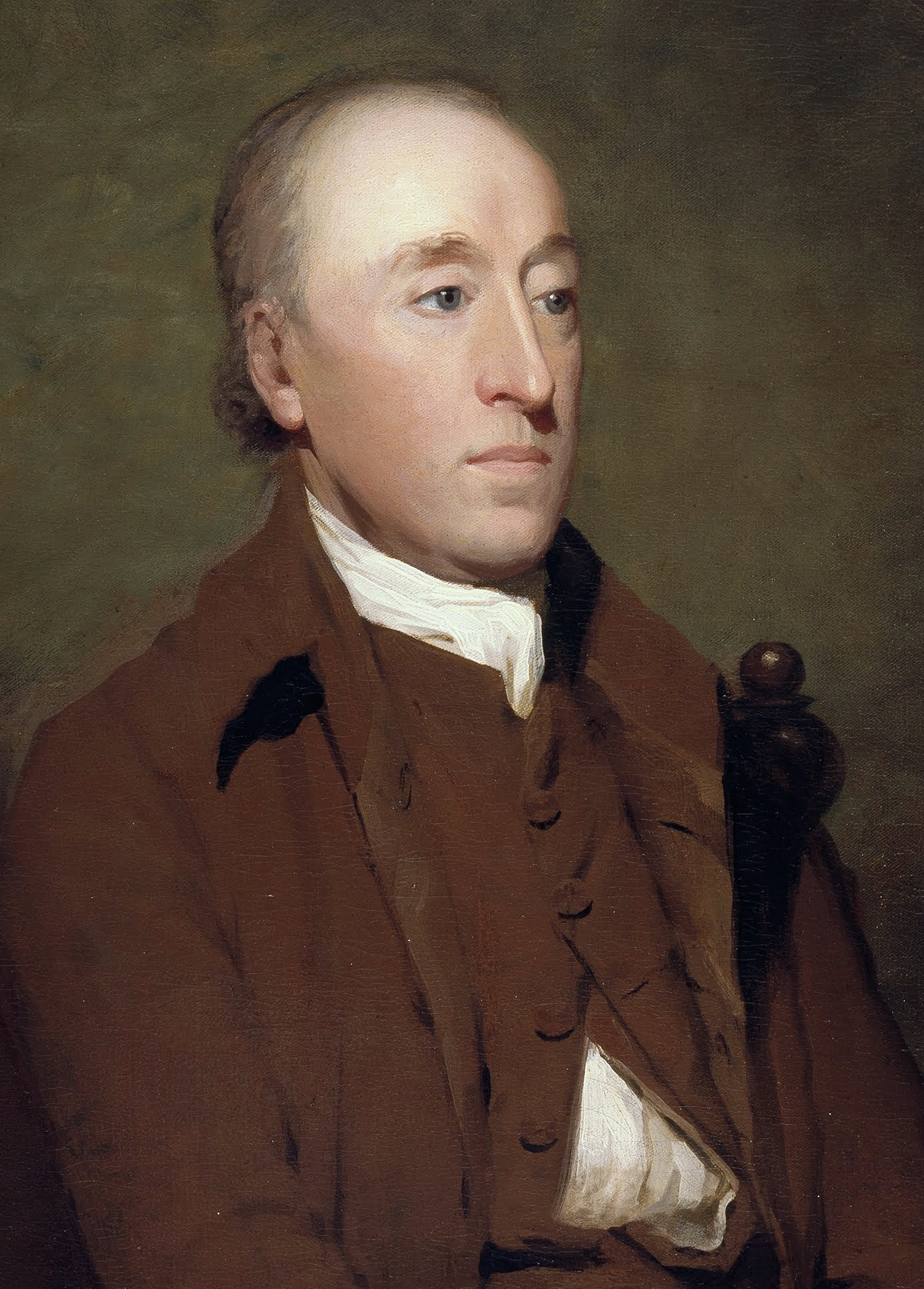
苏格兰人詹姆斯·赫顿，现代地质学之父

通常认为詹姆斯·赫顿是第一位现代地质学家。他在1785年向爱丁堡皇家学会展示了一份题为Theory of the Earth的论文。他在自己的论文中解释，地球存在的时间一定比之前假设的要长很多。这很长的时间里山脉风化、沉积物在海底生成新的岩石，终于上升形成陆地。赫顿于1795年将他的思想出版成一套两卷的书（Vol. 1, Vol. 2）。
他的支持者被称为火成论者，因为他们相信一些岩石由火山作用形成，即火山中岩浆的沉积。与之相对的是亚伯拉罕·戈特洛布·维尔纳领导的水成论者，这群人认为任何岩石源于一个平面随时间不断下降的巨大海洋。
第一张美国的地质地图由William Maclure于1809年制成。 他在1807年自行开始一项工作——制作一份美国的地质调查资料。几乎每个州都被他遍历并绘图；在此过程中他横穿阿勒根尼山脉约50次。这些无人协助的劳动成果被写在题为Observations on the Geology of the United States explanatory of a Geological Map的回忆录中，上交到美国哲学会，也与这个国家的第一张地质地图一并出版于Society's Transactions。即使它建造在不同的岩石分类体系上，它也比威廉·史密斯的英国地质地图早了六年。
查尔斯·莱尔于1830年初次出版他著名的作品——《地质学原理》。这本影响查尔斯·达尔文思想的书籍成功地推进均变论的学说。这套理论表明缓慢的地质变化过程已经在地球历史上持续不断地发生，直至今日仍在延续。与之相对的灾变论认为地球的形态特征形成于一次灾难性的事件，后期则不再变化。虽然赫顿认可均变论，这种观点在当时并未被广泛接受。

## 教育

### 专业领域

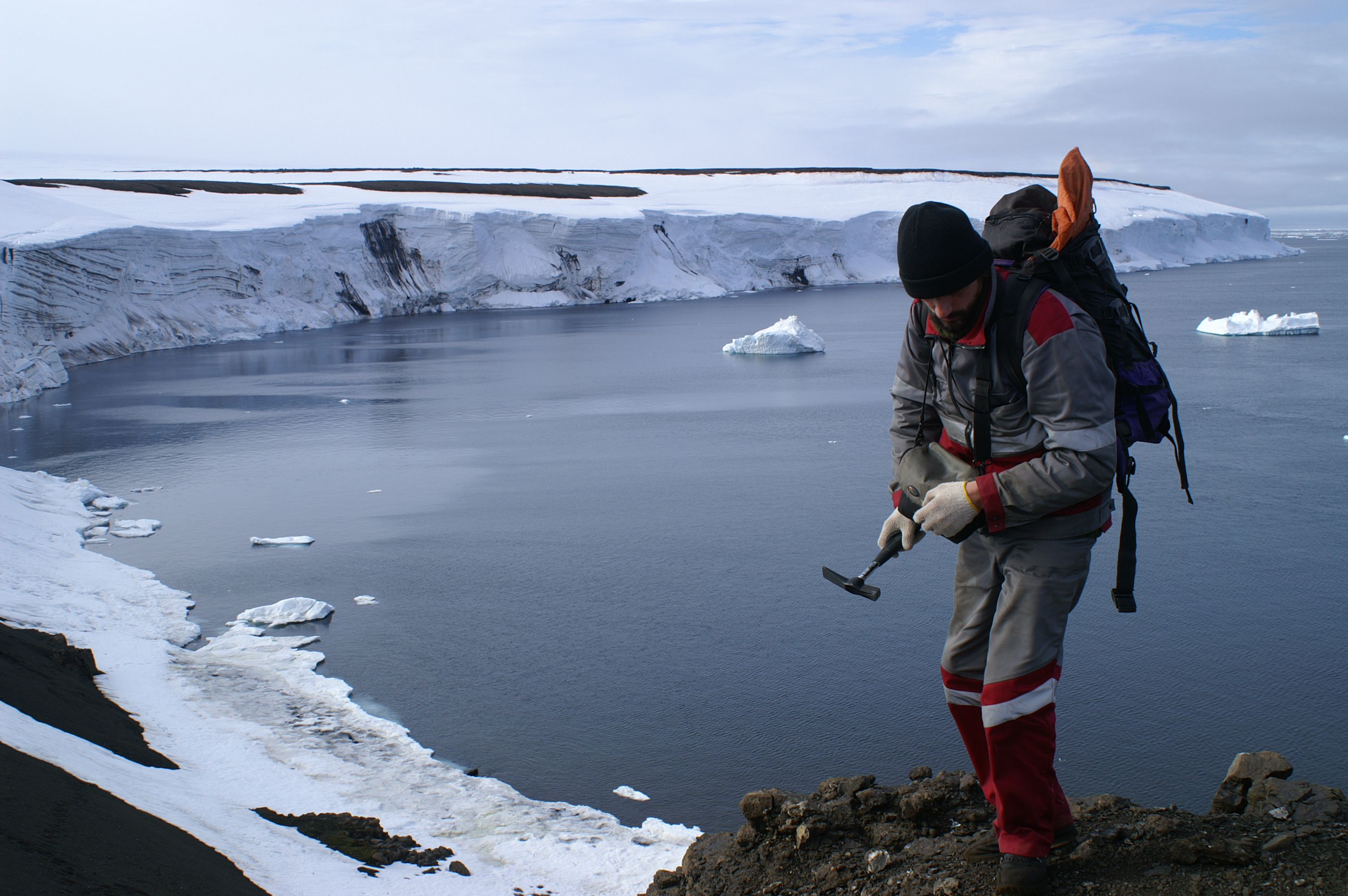
一位在北极工作的地质学家

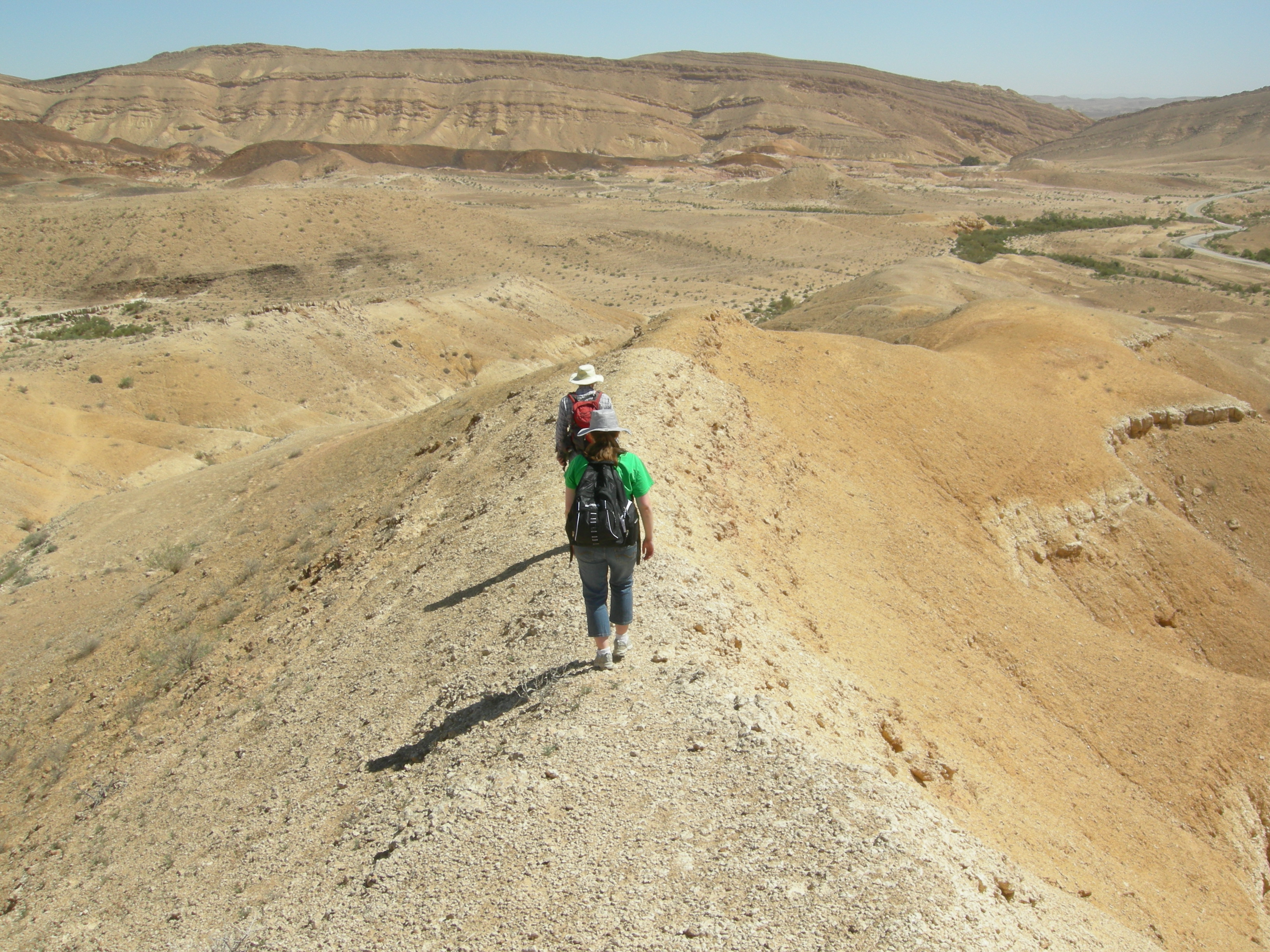
地质学家在以色列内盖夫沙漠探索侏罗纪沉积岩

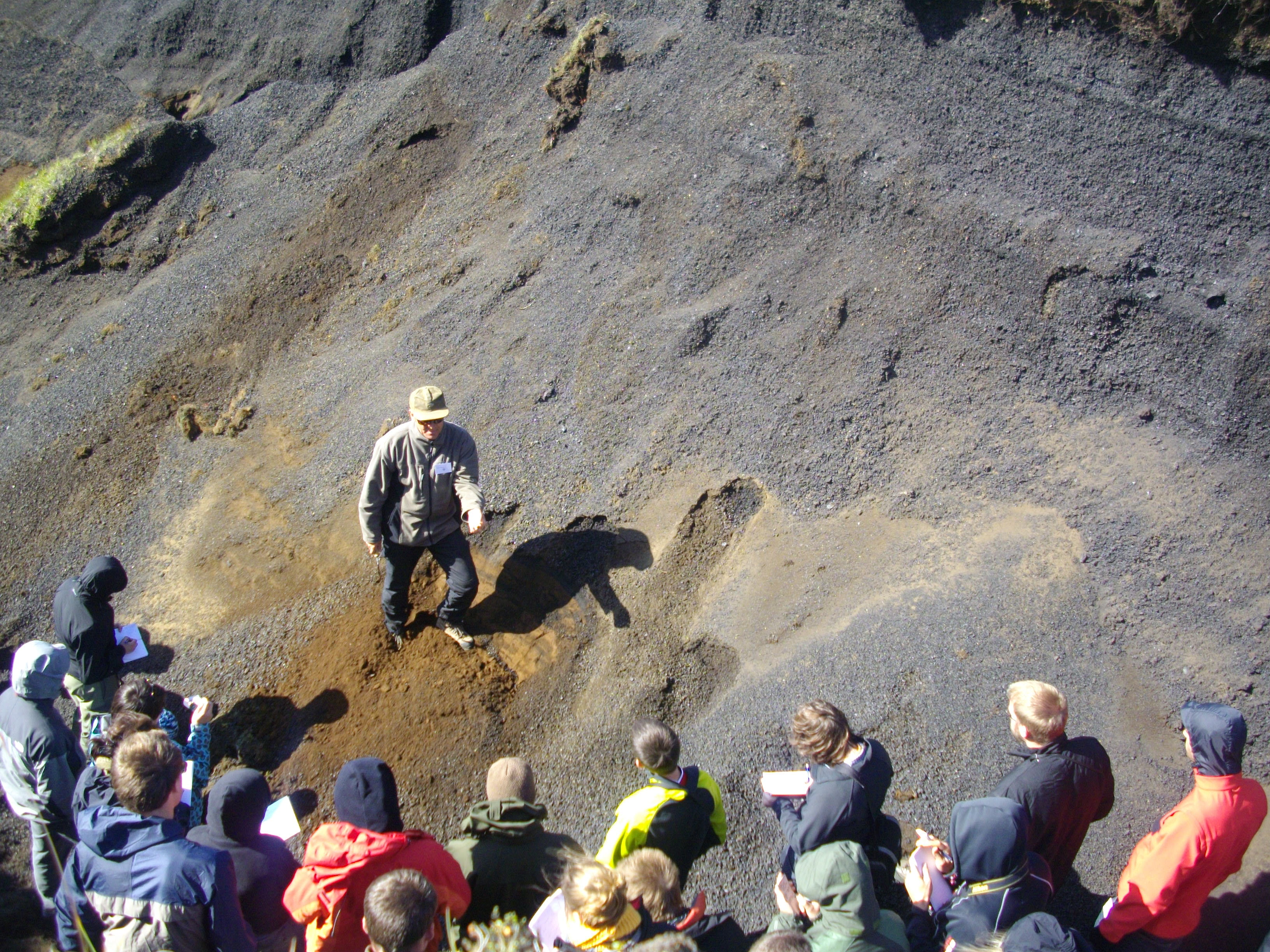
在冰岛，地质学家向学生现场解说火山灰层的重要性

地质学家的研究活动可能会集中在下列的一个或多个学科：
- 经济地质学：研究矿床成因与具体形成机理。
- 地球物理学：有关运用重力、地震波、电力、磁性等物理方法来研究地球之应用科学。
- 地球化学：研究岩石的化学组成和性质及矿物性质的应用科学。
- 地质年代学：面向岩石形成、变质作用、矿化作用与地质大事件（尤其是撞击事件）的同位素地质学。
- 地貌学：研究地形地貌及其形成过程。
- 水文地质学：在地下地质系统中研究地下水的起源、发生、运动。
- 火成岩石学：研究岩浆分异作用、分离结晶、侵入及火山学现象等火成过程。
- 同位素地质学：研究岩石的同位素构成以确定岩石和行星的形成过程。
- 变质岩石学：研究变质作用对矿物和岩石的影响。
- 海洋地质学：研究海床；涉及对海床与海岸线的地球物理学、地球化学、沉积学、古生物学调查。海洋地质学与物理海洋学和板块构造学关系密切。
- 古气候学：在地球的历史中决定地球大气层中出现气候现象的应用科学。
- 古生物学：地质历史中化石的分类学和地球古生物历史的构成。
- 土壤学：研究土壤及其形成、表岩屑的生成。
- 石油地质学：研究沉积盆地并应用于寻找烃类（即石油钻探）。
- 行星地质学：与其他天体，即行星和它们的卫星有关的地质学分支。它包含月球地质学和火星地质学等子学科。
- 沉积学：研究沉积岩、地层组成、全球海平面、现代沉积侵蚀系统。
- 地震学：研究地震。
- 构造地质学：研究褶皱、断层、叶理、岩石微结构以确定岩石和区域的变形历史。
- 火山学：研究火山和它们的喷发、熔岩、岩浆形成过程以及危险性。